# Gesy Sebena
Gesy Sebena, pseudonimo di Tonina Pieroni (Marotta, 23 aprile 1944), è una cantante italiana.

## Biografia
Inizia l'attività musicale giovanissima, partecipando ad alcuni concorsi per voci nuove a carattere regionale; in una di queste esibizioni viene notata da un talent scout ed ottiene un contratto discografico con la Sabrina, casa discografica milanese.
Nel 1962 partecipa al Festival di Sanremo, presentando in abbinamento con Giacomo Rondinella il brano Il nostro amore, scritto da Pinchi e Virgilio Panzuti. Le riviste dell'epoca parlano di lei a causa della sua fede buddista, definendola come la prima cantante del festival a seguire questa religione.
Dopo altre incisioni, pubblicate anche fuori dall'Italia (tra cui una sua versione di Stessa spiaggia, stesso mare di Piero Focaccia), partecipa nel 1965 a Un disco per l'estate con Il biglietto, canzone beat scritta per il testo da Giovanni Rosettani e Marcello Cambi, e per la musica da Franco Zauli e Astelvio Milini.
Alla fine del 1966 entra in una compagnia di navigazione come cantante da crociera.
Dopo il matrimonio decide di ritirarsi dall'attività musicale.

## Discografia parziale

### Album
- 1963: Festival di S. Remo 1963 (Phonorama, PH 30385): in quest'album in cui alcuni cantanti interpretano alcuni brani del festival di quell'anno, Gesy Sebena canta Occhi neri, cielo blu e Giovane, giovane; gli altri cantanti presenti sono Romeo Casella (Sull'acqua e Non costa niente), Nella Colombo (Ricorda, Perdonarsi in due e Non sapevo), Bruno Rosettani (Uno per tutte) e Adriano Cecconi (Amour, mon amour, my love e Tu venisti dal mare); in tutte le canzoni dirige l'orchestra il maestro Assuero Verdelli
- 1963: Cocktail di successi (Phonorama, PH 30389): inciso con Bruno Rosettani e Mirosa, l'orchestra è diretta dai direttori d'orchestra brasiliani Victor e Altamiro Carrilho - Il tangaccio/Casanova baciami/Chariot/Corcovado/Stessa spiaggia, stesso mare/Baci/Quelli della mia età/Desafinado

### Singoli
- 1961: Pissi pissi bao bao/Taxi-girls (Sabrina, MS 234)
- 1961: 24 mila baci/Al di là (Sabrina,, MS 236)
- 1961: Le mille bolle blu/Che brivido, ragazzi (Sabrina, MS 244)
- 1961: La gatta bianca/My Angel Baby (Sabrina, MS 258)
- 1961: Zoo-Be-Zoo-Be-Zoo/Torna a settembre (Sabrina, MS 304)
- 1961: Come il fumo/Perché mi vuoi far piangere? (Sabrina, MS 310)
- 1962: Moliendo café/Quando calienta el sol (Sabrina, MS 318; il brano sul lato B è cantato da Mirosa)
- 1962: Twist twist twist/Da da um pa (Sabrina, MS 320; entrambi i brani eseguiti con il Duo Blengio)
- 1962: Stupenda Venezia/Sposiamoci a Capri (Sabrina, MS 322)
- 1962: Il nostro amore/I colori della felicità (Sabrina,, MS 328)
- 1962: My Angel Baby/Taxi-girls (Sabrina,, MS 332)
- 1963: Tornerai/Non ti scordar di me (Sabrina, MS 360)
- 1963: Giovane giovane/Uno per tutte (Sabrina, MS 363; lato B cantato da Bruno Rosettani)
- 1963: Casanova baciami/Stessa spiaggia stesso mare (Sabrina, MS 370)
- 1963: Un certo non so che/Marinero adios (Sabrina,, MS 374)
- 1964: Ma che uomo sei?/Knock-Out (Sabrina, MS 376)
- 1964: Mio nonno teddy boy/Nonna lasciami fare (Sabrina, MS 378)
- 1964: La più bella estate/My Angel Baby (Sabrina, MS 390)
- 1965: Il biglietto/Se un giorno non ti vedo (Sabrina, SAC 13.005)

### Discografia fuori dall'Italia

#### Singoli
- 1963: Casanova baciami/Stessa spiaggia stesso mare (Jugoton, SSA-8105; pubblicato in Jugoslavia)

#### EP
- 1963: My Angel Baby/Torna a settembre/Twist Twist Twist/Taxi-girls (Vergara, 33 A 001; pubblicato in Spagna, a nome Jesy Sebena)